# Zosterops modestus
El anteojitos de Seychelles (Zosterops modestus) es una especie de ave paseriforme de la familia Zosteropidae endémica del archipiélago de las Seychelles, en el océano Índico. Si bien en algún momento se pensó que la especie estaba extinta, fue redescubierta y en la actualidad está considerada una especie vulnerable.

## Descripción
Mide de 10 a 11 cm de largo. Su plumaje es color gris oliva y en sus zonas inferiores el plumaje es más claro. Se caracteriza por su fino anillo ocular blanco, una cola larga gris oscuro y un pequeño pico afilado.

## Ecología y comportamiento
Su dieta consiste de larvas de insectos, langostas, y saltamontes además de bayas y semillas. La temporada de reproducción se extiende de septiembre a abril y su puesta consta de dos a siete huevos que pone en un nido en forma de taza. El período de incubación va de trece a quince días y los pichones están emplumados por completo luego de once a dieciséis días. Los padres los cuidan durante unos dos meses adicionales. Su canto complejo y melodioso consiste en tonos nasales. A causa de su ecología y de que se alimenta en la fronda de árboles elevados es una especie difícil de observar.
Se ha descubierto que esta especie posee un sistema muy complejo de reproducción cooperativa. Aparentemente es único entre todas las especies de anteojitos y tiene una organización social reproductiva muy peculiar entre las aves en general. Dentro de un mismo territorio reproductor, la composición individual de los grupos de anidado se modifica constantemente, a menudo con participación de ejemplares que a veces colaboran en nidos ubicados en otros territorios.

## Conservación
Entre 1935 y 1960 se pensó que la especie se había extinguido, hasta que se la redescubrió en los montes de la isla de Mahé. Aun en 1996 estaba considerada una de las aves más escasas del mundo con una población de solo 25 a 35 individuos. El dramático descenso de la población fue producto de la tala de bosque, la competencia especialmente con el miná común y depredación por ratas. En 1997 se descubrieron unos 250 individuos en la isla Concepción en Seychelles. En 1998 se estimaba que la población en Mahé era de unos 50 ejemplares. Actualmente la población de la isla Concepción se estima asciende a unos 300 individuos. 